# Широка вулиця (Дніпро)
Широка вулиця — основна вулиця Кам'янки в Амур-Нижньодніпровському районі міста  Дніпра.
Починається від сполуки вулиць Балхаської й Робесп'єра, переходить на іншу сторону Передової вулиці, створюючи 2 окремих перехрестя на відстані 50 метрів; переходить мостом над каналом з Протовчанськими озерами, від якого до Шефської вулиці вулиця проходить кам'янською місцевістю Куток; після Анадирської вулиці до річки Кам'янка на правій стороні Широкої вулиці кам'янська місцевість Млинки; після мостопереходу над річкою Кам'янка праворуч розташовано хутір Дійківка та Кам'янецьке кладовище, а Широка вулиця звертає ліворуч у котеджне містечко.
Довжина вулиці — 4,8 км. Вулицею пролягає автошлях Т 0404.

## Перехрестя
- Балхаська вулиця
- Вулиця Робесп'єра
- Передова вулиця
- Таганрізька вулиця
- Шефська вулиця
- Широкий провулок
- Шатурський провулок
- Снайперський провулок
- Приозерна вулиця
- Анадирська вулиця
- Вітряна вулиця
- Вулиця Лейтенанта Роя
- Анадирська вулиця
- Джгутова вулиця
- Вітряна вулиця
- Верховинська вулиця
- Шлюзова вулиця
- Вітряна вулиця
- Міст через річку Кам'янка

## Будівлі
- № 173-В — водозабірна станція;
- № 175 — Гуманітарний коледж Міжнародного гуманітарно-педагогічного інституту «Бейт-Хана»;
- № 222 — Міська лікарня № 20;
- № 227 — Свято-Преображенський храм УПЦ МП.

## Перспективна забудова
У перспективі на вулиці Широкій передбачено звести величезний комплекс на заході від масиву «Ломовський», який стане його своєрідним продовженням. На території 19,4 га запропоновано побудувати 9 кварталів. До кожного з кварталів передбачено звести будівлі складної форми, які матимуть від 5 до 12 поверхів. Ділянка забудови складної форми примикає до Ломівського озера та пляжу біля нього. Планується, що житлові будинки матимуть 2 800 одно-двокімнатних квартир, які розраховані на 5 267 осіб. Загальна житлова площа комплексу – 140 тис. м². На перших поверхах облаштують торговельні, офісні та спортивно-оздоровчі приміщення площею 20 тис. м², а також апарт-готель. До рекреаційної зони примикатимуть житлові будинки пониженої висотності: 7-8 поверхів, що збільшуються вглиб забудови. Також передбачені підземні та наземні паркінги на 1929 машиномісць.
У структурі цього мікрорайону передбачено два нових дитячих дошкільних навчальних закладів. Є резерв приміщень для відкриття супермаркету та мережі продуктових магазинів, різні зони для відпочинку та розваг, занять спортом. Повністю впорядкованою буде і рекреаційна зона. Заплановано будівництво двох пішохідних мостів  — через Ломівське озеро та водовідвідний канал.
Будуватимуть комплекс у 10 черг. На реалізацію проєкту передбачено 5-8 років. 

## Світлини

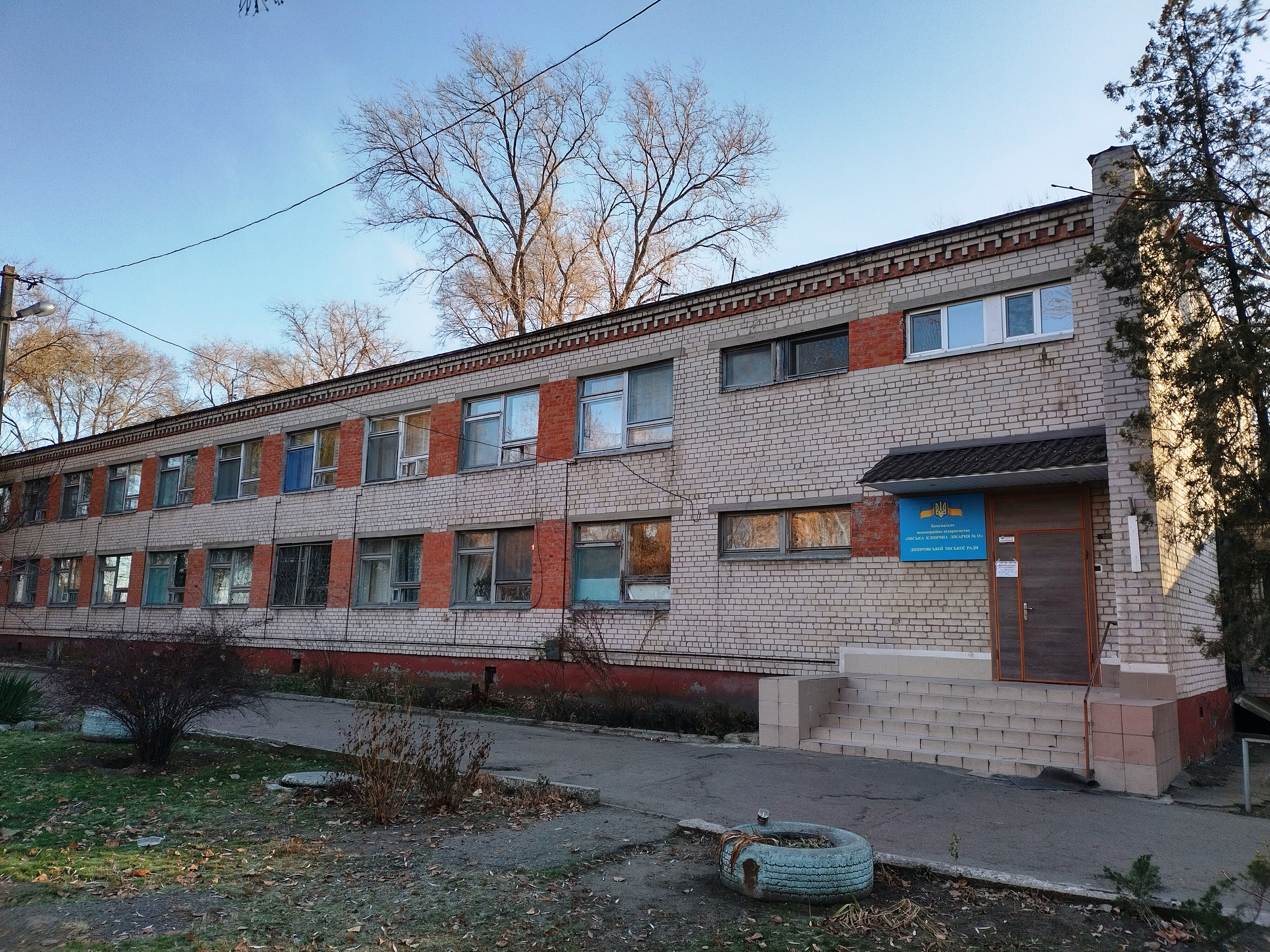
Міська клінічна лікарня № 20
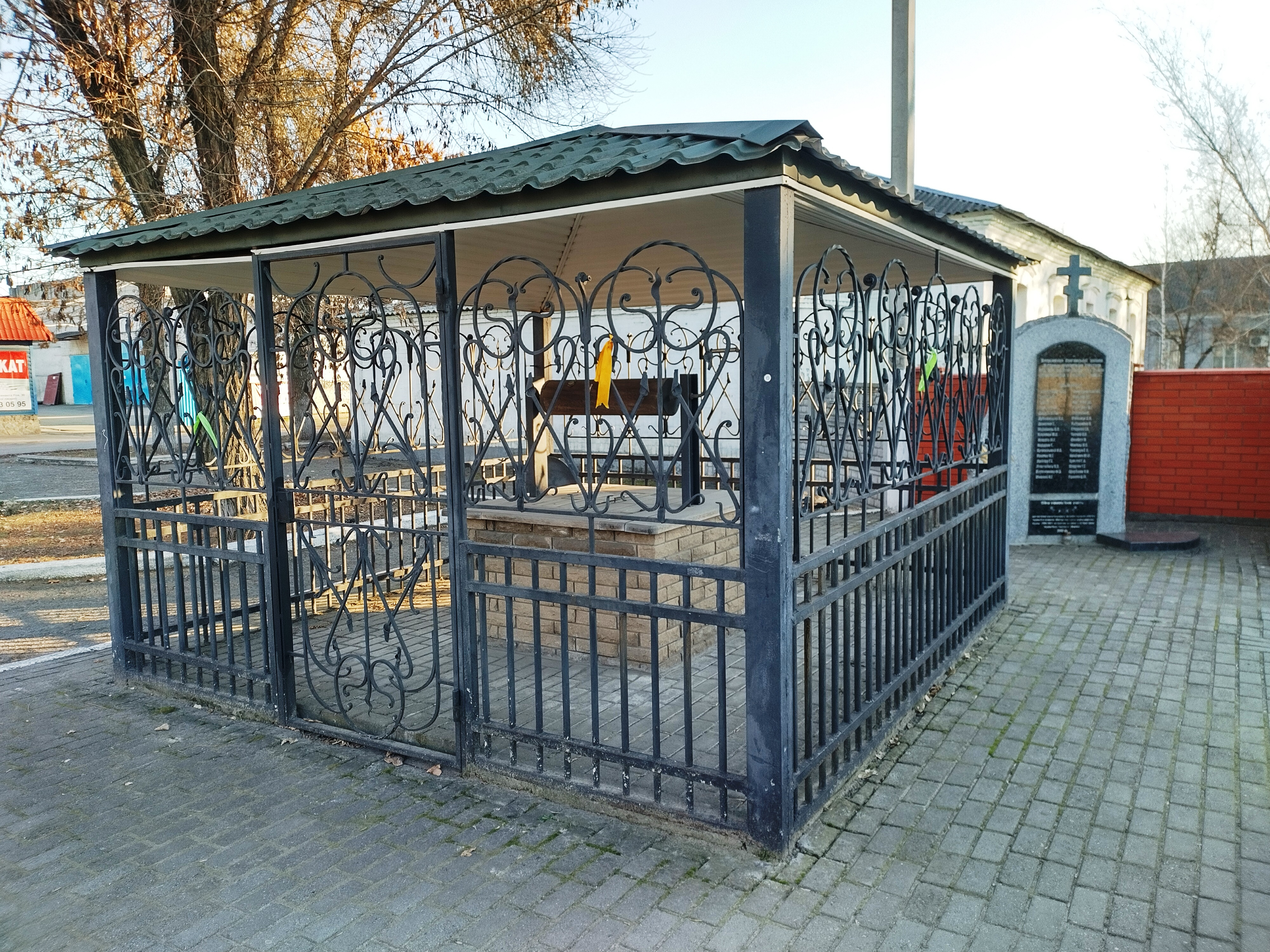
Копія колодязя, який збудував церковний староста М. Лисаченко у 1898 році (2002)
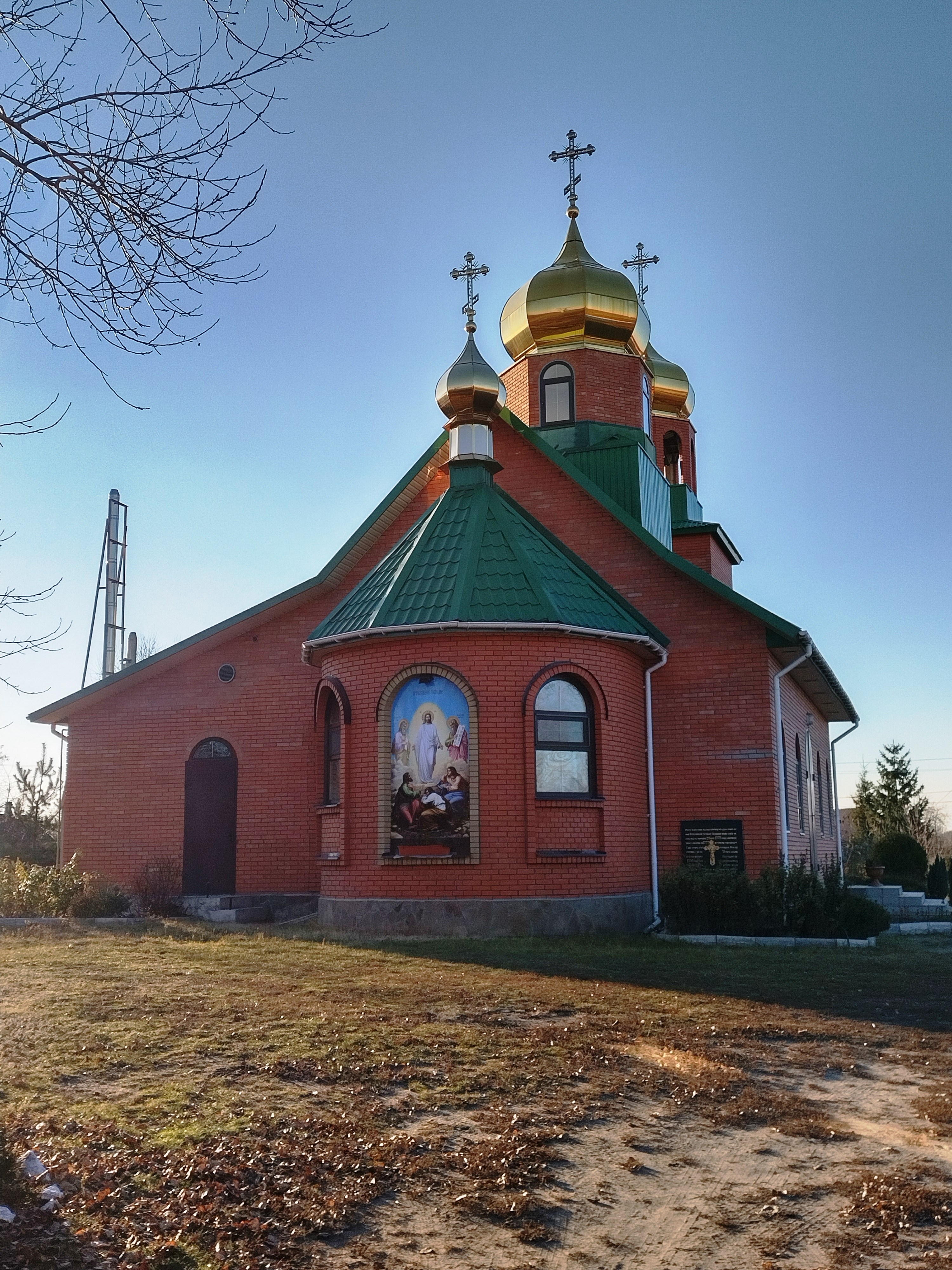
Спасо-Преображенський храм